# Nattokináz
A nattokináz egy nattó nevű japán élelmiszerből kivont és tisztított enzim. A nattót fermentációval állítják elő, az enzimet is termelő Bacillus subtilis var. natto baktériumot a főtt szójababhoz adva. Míg más szójaételek tartalmaznak enzimeket, csak a nattó készítmény tartalmazza a specifikus nattokináz enzimet.
A nattokináz a neve ellenére nem kináz enzim, hanem a szubtilizin családba tartozó szerinproteáz (99,5%-ban azonos az aprE-vel). Inkább arról a tényről kapta a nevét, hogy a nattokin által termelt enzim, a Bacillus subtilis var natto japán neve. Ha emberi vérrel vagy vérrögökkel érintkezik, erős fibrinolitikus aktivitást mutat, és a plazminogén aktivátor inhibitor 1 (PAI-1) inaktiválásával fejti ki hatását. Bár várhatóan az emberi bélben megemésztődik és inaktiválódik, mint más fehérjék, néhány kutató arról számolt be, hogy a nattokináz szájon át bevéve aktív.
A nattokinázt étrend-kiegészítőként értékesítik. Ma már előállítható rekombináns módszerekkel és szakaszos tenyésztéssel, ahelyett, hogy a nattóból való extrakcióra támaszkodnánk.